# 三维艺术
三维艺术是美术和计算机绘图技术（Computer Graphics），计算机图形学结合的一个新兴艺术门类，它的特点是艺术与技术并重，主要使用三维绘图软件进行创作。应用范围很广，包括电影特效、影视包装、多媒体、网页图形、建筑图象、电视广告、游戏美工等很多方面。

## 软件工具
- 3ds Max：软件（3DSMAX）：主要用在建筑图象和影视包装方面。
- AutoCAD：常用於室內設計方面。
- AIDsystem：室內設計、空間設計、建築設計、櫥櫃設計用軟體。
- Creo Parametric：舊稱Pro/ENGINEER，专业的參數實體建模软件，适合做工业设计與機構設計，模具設計。
- LIGHTSPACE：也称渲染大师，室内渲染的主力软件。
- LIGHTWAVE：主要建模工具。
- MAYA和SOFTIMAGE/XSI：主要的角色动画制作软件。
- Rhinoceros 3D：专业的NURBS建模软件，适合做工业设计。
- SolidWorks：Windows平台下基于特征参数化的CAD软件，适于机械、工业、机构、模具设计等。